# Enn-Arno Sillari
Enn-Arno Sillari (ros. Энн-Арно Аугу́стович Силла́ри, ur. 4 marca 1944 w Tallinie) – radziecki i estoński polityk.

## Życiorys
W 1967 ukończył Kowieński Instytut Politechniczny, potem pracował w fabryce w Tallinie, od 1972 w KPZR. Od 1974 funkcjonariusz partyjny, w latach 1981-1984 organizator Wydziału Pracy Organizacyjno-Partyjnej KC KPZR, między 1984 a 1986 I sekretarz Komitetu Miejskiego KPE w Tartu, w latach 1986-1989 I sekretarz Komitetu Miejskiego KPE w Tallinie. Między 1989 a 1990 sekretarz KC KPE, później między 1990 a 1991 członek KC KPZR i I sekretarz KC KPE, jednocześnie od 14 lipca 1990 do 23 sierpnia 1991 członek Biura Politycznego KC KPZR.